# Raiffeisenbank Weiden
Die Raiffeisenbank Weiden eG war eine Genossenschaftsbank mit Sitz in Weiden in der Oberpfalz in Bayern. Sie wies zum 31. Dezember 2016 eine Bilanzsumme von 848 Mio. Euro auf. Ihr Geschäftsgebiet umfasste die kreisfreie Stadt Weiden sowie Teile der beiden Landkreise Neustadt a. d. Waldnaab und Tirschenreuth. Die Raiffeisenbank Weiden fusionierte rückwirkend zum 1. Januar 2017 mit der Volksbank Nordoberpfalz eG und der Raiffeisenbank im Stiftland eG zur Volksbank Raiffeisenbank Nordoberpfalz eG mit Sitz in Weiden.

## Organisationsstruktur
Die Organe und Gremien der Raiffeisenbank Weiden eG waren der Vorstand, der Aufsichtsrat und die Vertreterversammlung.
Der Vorstand der Raiffeisenbank Weiden eG bestand aus zwei Mitgliedern, die vom Aufsichtsrat bestellt wurden. 
Der Aufsichtsrat wurde von der Vertreterversammlung gewählt. Die Vertreterversammlung der Mitglieder war das zentrale Willensbildungsorgan der Bank.

## Verbundpartner
Die Raiffeisenbank Weiden eG war Teil der Genossenschaftlichen FinanzGruppe Volksbanken Raiffeisenbanken. Zu den Partnern gehörten die Bausparkasse Schwäbisch Hall, die R+V Versicherung, Union Investment, easyCredit, VR Leasing, DZ Bank, WL Bank, DG HYP, DZ Privatbank und Münchner Hyp. Neben den Leistungen einer Universalbank unterhielt die Bank auch eine eigene Immobilienabteilung sowie ein Reisebüro.